# Carnaubal (Ceará)
Carnaubal é um município brasileiro do estado do Ceará. Localiza-se na microrregião da Ibiapaba, Mesorregião do Noroeste Cearense. Sua população estimada em 2019 era de 17.606 habitantes.

## Toponímia
O topônimo Carnaubal faz uma alusão a vegetação predominante na região deste, as várzeas de carnaubais. Sua denominação original era Olho D'água da Cruz, e depois Carnaubal dos Estógios e, desde 1936, Carnaubal.

## História
O território no qual Carnaubal esta localizado era habitados por duas nações indígenas, os tabajaras (de origem Tupi) e os Kararijús (de origem Tapuia).

 
Os primeiros contatos dos nativos com os portugueses, aconteceram via Pero Coelho de Sousa em 1603/1604 e depois vias os Padres Francisco Pinto e Luiz Figueira em 1607. Padre Francisco Pinto viria a ser assassinado onde hoje se encontra o território de Carnaubal em 11 de janeiro de 1608  por índios Tocarijus (Kararijús) instigados pelos franceses que mantinham contatos na região por meio da Feitoria da Ibiapaba.

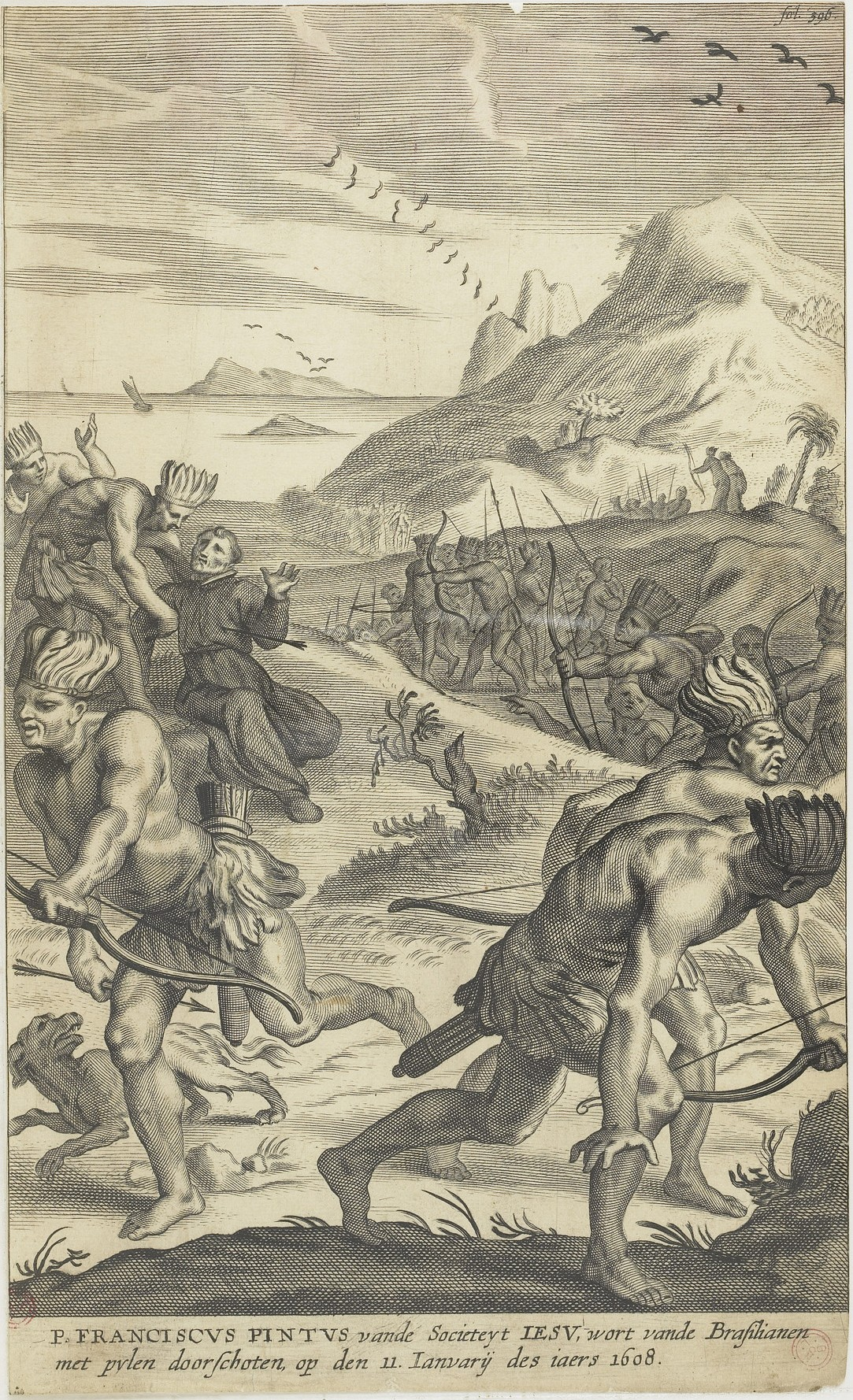
Chacina do Pe. Francisco Pinto em 1608

O núcleo habitacional do qual surgiu a cidade sede deve-se a um aldeamento no século XVIII e com a construção da Capela de Nossa Senhora do Rosário no século XIX.
Tornou-se município, desmembrando-se de São Benedito, quando a Assembleia Legislativa do Estado do Ceará aprova a Lei Nº3.072, de 22 de julho de 1957.
Em 03 de outubro de 1958, Francisco Horácio Brito foi eleito primeiro Prefeito de Carnaubal.

## Geografia

### Clima
Tropical quente semiárido com pluviometria média de 633 mm  com chuvas concentradas de janeiro a abril., Os indicadores de precipitação são considerados baixos em relação aos de outros municípios por causa das chuvas orográficas que caem em um lado do relevo da Serra da Ibiapaba e quando atinge o outro já está semiseca.

### Hidrografia e recursos hídricos
Os rios principais de Carnaubal são o rio Inhuçú e o rio Arabê. Os riachos Buriti, São Francisco e Passagem dos Lajedos são afluentes do rio Inhuçú. Os riachos do Pinga e do Cocal são afluentes do rio Arabê.
No munícipo há muitos poços perfurados e sistemas para armazenar as águas das chuvas, como as cisternas.

### Relevo e solos
Encravada na Chapada da Ibiapaba, possui como principais elevações as serras: Alta, Juruncutu, da Tabua, Saco do Lavrado, Saco de São Bernardo e serrote Redondo. Sendo a elevação mais alta, a Estiva, com 902 metros de altura acima do nível do mar.

### Fósseis
A Serra da Ibiapaba possui muita ocorrência fossilífera de icnofósseis, que são rastros fossilizados de animais, mas sem preservação do corpo do animal. Em Carnaubal, ocorrem dois icnofósseis: “Cylindrichnus” e “Conichnus”, vestígios de Anêmonas do Mar e possivelmente Poliquetas, que viviam em um oceano que existiu na região a 440 milhões de anos.Atualmente, os fósseis são pesquisados e estudados no Laboratório de Paleontologia da Universidade Estadual Vale do Acaraú (UVA), em Sobral.

### Vegetação
A vegetação da região faz parte da flora da Chapada da Ibiapaba, que possui a caatinga como predominante, a mata atlântica, a floresta subcaducifólia amazônica e o cerrado. A caatinga é constituída basicamente de árvores a arbustos espinhentos, que perdem as folhas na estação seca, de plantas suculentas espinhosas e de plantas herbáceas que desenvolvem-se depois das chuvas.
A fauna possui animais como o mocó, o macaco-prego, o mico-estrela, o tamanduá-mirim, a cotia e mais de 120 espécies de aves.

### Subdivisão
O município é constituído pelo distrito sede: Carnaubal, onde se localiza a administração municipal. Porém, o povoado Faveira é conhecido por ser o distrito de Carnaubal, embora este ainda não foi registrado como tal.

## Economia
A economia tem como base a agricultura, com plantações de banana, café, cana-de-açúcar, feijão e mandioca; a pecuária com rebanhos bovinos, suínos e avícola. Neste estão instaladas 11 indústrias, sendo duas de bebidas, três de produtos alimentares e seis de mobiliário.

### Turismo
O turismo também é uma importante fonte de renda, devido ao clima ameno da Serra da Ibiapaba e as atrações naturais, como: 
- Cachoeira Parque das águas (Cachoeira dos Espanhóis)
- Balneário Municipal
- Cachoeira Park
- Mirante de Santo Antônio
- Morro do Monte Cristo

Bem como os Balneários Privados com suas piscinas de água natural e cristalinas, todos eles abertos ao público, com serviços de Bar e Restaurante, quais sejam: 
- Chácara Paraíso Mineral
- Chácara Irmãos Uchôa
- Recanto do Lazer
- Pousada Bela Vista
- Chácara Sol Nascente
- Califórnia Clube
- Restaurante da Vó Gracinha
- Quintal da Vó Quinquinha
- Cantochão

## Cultura
Os principais eventos culturais de Carnaubal são:
- Festa de São Sebastião (20 de janeiro)
- Carnaval
- Festejos de São José (19 de março)
- Paixão de Cristo (semana santa)
- Arraiá Municipal (Junho/Julho)
- Aniversário de Emancipação política do Município (22 de julho)
- Independência do Brasil (7 de setembro)
- Festa da padroeira Nossa Senhora Auxiliadora (8 de setembro)
- Festa de São Francisco de Assis (4 de outubro)
- Réveillon Municipal

## Povos Indígenas de Carnaubal
Durante a colonização do Ceará, muitos povos indígenas foram perseguidos e expulsos. Enquanto na região de Carnaubal, o último povo que resiste são os Tapuya Kariris, de origem Tapuia. Poucas pesquisas antropológicas foram feitas sobre a origem dos Tapuya Kariris, sendo descendentes de algum outro povo. 
Possuem uma única aldeia, a comunidade Gameleira, no Sítio Carnaúba II, localizada na fronteira de Carnaubal e São Benedito. Apesar da maior parte da aldeia ser no município de Carnaubal, as políticas públicas na região são feitas principalmente pela prefeitura de São Benedito. Historicamente, enfrentam invasões nas suas terras, vindas por fazendeiros e latifundiários, desde o início do século XIX. Até hoje, esses conflitos geram violência, perseguição e agressões contra as comunidades indígenas e aos pequenos agricultores locais.
A luta por reconhecimento dessa etnia iniciou-se no início dos anos 90, com o líder Pai Zé, que junto de seu povo, alcançaram reconhecimento nacional em 2007, pela FUNAI. Desde então, revindicam a demarcação de suas terras, além de conquistarem uma escola indígena e um pequeno museu. Atualmente, são representados pela cacique Andrea e o pajé Neguim.

## Política
O primeiro prefeito do município de Carnaubal foi Francisco Horácio Brito, assumindo o cargo no ano de 1959. O atual prefeito (gestão 2021/2024) é José Weliton Souza Leite.
Os prefeitos com os maiores números de mandatos são: Francisco Dário Martins com três mandatos e Antonio Ademir Barroso Martins com quatro mandatos.
Segue em ordem cronológica os prefeitos e seus respectivos vices-prefeitos:
1. Prefeito: Francisco Horácio Brito (1959 a 1962)
Vice-prefeito: Antonio Raimundo de Melo
2. Prefeito: Esperidião Ribeiro Amaral (1963 a 1966)
Vice-prefeito: José Fausto Figueiredo
3. Prefeito: Luis Chaves Nogueira (1967 a 1970)
Vice-prefeito: Francisco Dário Martins
4. Prefeito: Francisco Horácio Brito (1971 a 1972)
Vice-prefeito: Ovídio Melo Aguiar
5. Prefeito: Luis Chaves Nogueira (1973 a 1976)
Vice-prefeito: Artur Augusto Correia
6. Prefeito: Francisco Dário Martins (1977 a 1982)
Vice-prefeito: José Nogueira da Costa
7. Prefeita: Thereza Noyma de Mesquita Chaves (1983 a 1988)
Vice-prefeita: Odete Gonçalves Veras
8. Prefeito: Francisco Dário Martins (1989 a 1992)
Vice-prefeito: Antonio Ademir B. Martins
9. Prefeito: Antonio Ademir B. Martins (1993 a 1996)
Vice-prefeito: José Amaral Martins
10. Prefeito: Francisco Dário Martins (1997 a 2000)
Vice-prefeito: José Cristóvão de Sena
11. Prefeito: Antonio Ademir B. Martins (2001 a 2004)
Vice-prefeito: Antonio Correia Araújo
12. Prefeito: Antonio Ademir B. Martins (2005 a 2008)
Vice-prefeito: Antonio Correia Araújo
13. Prefeito: Raimundo Nonato C. Araújo (2009 a 2012)
Vice-prefeita: Antonia Euda Araújo
14. Prefeito: Raimundo Nonato C. Araújo (2013 a 2016)
Vice-prefeito: Francisco Horácio Neto
15. Prefeito: Antonio Ademir B. Martins (2017 a 2020)
Vice-prefeito: Francisco Dário Martins Neto

## Religiosidade
A história religiosa de Carnaubal começa em meados do ano de 1896, quando esta ainda era uma pequena vila. Em 29 de agosto deste mesmo ano foi construída uma igreja dedicada à Nossa Senhora Auxiliadora, sendo esta passando por algumas reformas nos anos de 1945 e 1946. Já no ano de 1956 chega à Carnaubal, o Padre João Batista Araújo, que foi o primeiro vigário. Foi ele quem deu início à construção da atual igreja matriz em 1959. A igreja teve sua inauguração em 1968.
Padres que fizeram parte da paróquia de Carnaubal:
- Padre João Batista Araújo
- Frei Bruno Moos
- Monsenhor José Aristides Cardoso
- Padre Francisco Evaldo Carvalho Carneiro
- Padre José Olívio de Oliveira
- Padre Raimundo Nonato Lúcio
- Padre Luís Gonzaga Gomes Furtado
- Padre Arnalton Vasconcelos
- Padre Francivaldo Ferreira Gomes (Vigário Atual)

A igreja principal de Carnaubal é a Paróquia Nossa Senhora Auxiliadora (igreja matriz),que faz parte da diocese de Tianguá. Além desta existem várias capelas que fazem parte da paróquia de Carnaubal.
Estas são algumas capelas que existem em carnaubal:
- Capela de São Sebastião (Bairro Bem Viver)
- Santuário de São Francisco (Primeira Igreja de Carnaubal - Centro)
- Capela de Nossa Senhora do Bom Parto (Bairro Cruzeiro)
- Capela de Nossa Senhora do Perpétuo Socorro (Bairro São Vicente ou Boa Hora)
- Capela de São Judas Tadeu (Bairro Junco)
- Capela de Santa Luzia (Comunidade São Bernardo)
- Capela de Sagrado Coração de Jesus (Comunidade Cachoeira do Sul)
- Capela de Nossa Senhora Aparecida (Comunidade Cachoeira do Norte)
- Capela de São José (Comunidade São José)
- Igreja de Nossa Senhora do Perpétuo Socorro (Distrito de Faveira)
- Igreja de São Pedro (Sítio Pau d'arco)
- Capela de Santo Antônio (Sítio Casa de Pedra)
- Capela de Nossa Senhora de Nazaré (Sítio Cocal)

Além de muitas outras capelas existentes.
Existem também várias igrejas evangélicas em Carnaubal, são elas:
- Assembleia de Deus
- Congregação Cristã no Brasil
- Igreja Adventista do Sétimo Dia
- Igreja Batista
- Igreja de Deus no Brasil
- Igreja Maranata
- Igreja Pentecostal Deus é Amor
- Igreja Universal do Reino de Deus
- Testemunhas de Jeová